# Eli Stone
Eli Stone ist eine US-amerikanische Dramedy-Anwaltsserie von Greg Berlanti und Marc Guggenheim, die von 2008 bis 2009 ausgestrahlt wurde. Die Serie handelt von dem Anwalt Eli Stone, dargestellt von  Jonny Lee Miller, der herausfindet, dass er ein Prophet sein könnte.

## Handlung
Bei dem Rechtsanwalt Eli Stone wird ein inoperables Aneurysma im Gehirn festgestellt, welches bei ihm Visionen hervorruft. Diese Visionen helfen ihm dabei, Fälle auf unkonventionelle Weise zu lösen. Trotz der Zweifel, die er an sich und seinem Zustand hat, beginnt er, die Halluzinationen als Eingebungen zu interpretieren, die ihm helfen, das Richtige zu tun. Dabei wird er von seinem Bruder und Arzt Nathan, seiner treuen Sekretärin Patti sowie der jungen Anwältin Maggie unterstützt, die sich zu ihm hingezogen fühlt und ihn immer wieder zur Seite der Moral drängt. Auch sein Akupunkteur Dr. Chen, der im Laufe der Zeit ein enger Freund wird, bestärkt ihn darin, seine Rolle als eine Art moderner Prophet anzunehmen.
Eli kämpft innerlich mit der Loyalität zu seiner Kanzlei und dem Drang, das Richtige zu tun. Seine moralischen Entscheidungen führen zunehmend zu Konflikten, so zerreißt seine Beziehung zu Taylor, mit der er verlobt war. Sein Kampf für die Gerechtigkeit berührt aber auch andere Menschen, etwa Jordan, den Leiter der Kanzlei, der sich dem Kampf für die Gerechtigkeit verschreibt. Seine Fälle werden nicht immer mit Siegen im Gerichtssaal gekrönt, doch seine Visionen beeinflussen das Leben vieler Menschen positiv. Gleichzeitig hadert er mit seinem Schicksal und versucht zwischenzeitlich sogar, das Aneurysma entfernen zu lassen, um seine Visionen zu beenden. Doch letztlich akzeptiert er seine Rolle und das Opfer, das er dafür bringen muss.

## Besetzung

### Hauptcharaktere
| Charakter        | Schauspieler       | Synchronsprecher       |
| ---------------- | ------------------ | ---------------------- |
| Eli Stone        | Jonny Lee Miller   | Robin Kahnmeyer        |
| Taylor Wethersby | Natasha Henstridge | Andrea Aust            |
| Patti Dellacroix | Loretta Devine     | Katja Nottke           |
| Nathan Stone     | Matt Letscher      | Boris Tessmann         |
| Matt Dowd        | Sam Jaeger         | Jaron Löwenberg        |
| Dr. Frank Chen   | James Saito        | Hans-Jürgen Dittberner |
| Maggie Dekker    | Julie Gonzalo      | Claudia Gáldy          |
| Jordan Wethersby | Victor Garber      | Reinhard Kuhnert       |

### Nebenrollen
| Charakter               | Schauspieler         | Synchronsprecher      |
| ----------------------- | -------------------- | --------------------- |
| Keith Bennett           | Jason Winston George | Matti Klemm           |
| Martin Posner           | Tom Amandes          | Till Hagen            |
| Beth Keller             | Laura Benanti        | Victoria Sturm        |
| Jeremy Stone            | Thomas Cavanagh      | Uwe Büschken          |
| Richterin Marcia Phelps | Jodi Long            | Katarina Tomaschewsky |
| Mutter von Eli Stone    | Pamela Reed          | Helga Sasse           |
| George Michael          | George Michael       | Marcus Off            |

### Gaststars
Sigourney Weaver (deutsche Synchronsprecherin Karin Buchholz) hat in der Folge Rückkehr des Propheten einen Gastauftritt als Therapeutin und Katie Holmes (Dascha Lehmann) ist in der Folge Grace als Grace Fuller zu sehen. Der Sänger Seal hatte in der siebten Folge der zweiten Staffel einen Auftritt.

## Ausstrahlung
| Staffel | Episodenanzahl | Erstveröffentlichung USA/Irland | Erstveröffentlichung USA/Irland | Deutschsprachige Erstausstrahlung | Deutschsprachige Erstausstrahlung |
| Staffel | Episodenanzahl | Premiere                        | Finale                          | Premiere                          | Finale                            |
| ------- | -------------- | ------------------------------- | ------------------------------- | --------------------------------- | --------------------------------- |
| 1       | 13             | 31. Januar 2008                 | 17. April 2008                  | 6. August 2008                    | 15. Oktober 2008                  |
| 2       | 13             | 14. Oktober 2008                | 3. April 2009                   | 14. Januar 2009                   | 10. Oktober 2010                  |

Die Erstausstrahlung der Fernsehserie fand vom 31. Januar bis zum 17. April 2008 beim US-amerikanischen Sender ABC statt. Die Ausstrahlung der zweiten Staffel begann am 14. Oktober des gleichen Jahres. Am 20. November 2008 gab ABC bekannt, dass der Sender aufgrund schlechter Quoten, über die laufende zweite Staffel hinaus keine weiteren Folgen kaufen wird.
ABC setzte zunächst auch die Ausstrahlung der letzten vier Episoden aus. Später wurde angekündigt, diese Folgen ab dem 20. Juni 2009 zu zeigen. Da sie schon ab dem 13. März 2009 in Irland gezeigt wurden, fand die Erstausstrahlung dieser Folgen nicht in den USA statt.
Die deutsche Erstausstrahlung erfolgte am 6. August 2008 auf ProSieben. Am 14. Januar 2009 begann ProSieben mit der Ausstrahlung der 2. Staffel.